# Grupo minero La Florida
El grupo minero La Florida es el conjunto de varias explotaciones de calaminas emplazadas en la sierra de Arnero, entre los municipios cántabros de Herrerías, Rionansa y Valdáliga (España). Tuvo actividad desde mediados del siglo XIX hasta 1978.

## Historia
Los inicios de los trabajos del grupo están relacionados con la creación en París en 1855 de la Compagnie des Mines et Fonderies de la Province de Santander (en español, Compañía de Minas y Fundiciones de la Provincia de Santander). Dicha sociedad tenía como objetivo explotar, entre otras, las minas existentes en Comillas y Udías. Isabel II concedió, el 11 de noviembre de 1857, los derechos de extracción de la mina de zinc La Isidra, siendo esta la primera mención de la que se dispone relativa al conjunto de La Florida. En los comienzos, la actividad se centró en la explotación de calaminas; posteriormente se trataban los sulfuros de zinc y plomo (blenda y galena, respectivamente). La mayor parte del material extraído se repartía por el continente europeo, quedándose solamente un 3 % en España. El grupo no tardó en dividirse en galerías y zona a cielo abierto.
En 1885 se produjo la integración de la Compañía de Minas y Fundiciones de la Provincia de Santander en la Real Compañía Asturiana de Minas, de capital belga, después de que la primera llevase bastante tiempo en crisis. Estos momentos pueden considerarse el principio de una reorganización en todos los sentidos, cuyas modificaciones se mantuvieron hasta una suspensión total de las labores, mientras el grupo minero se encontraba en plena producción, que normalmente se data en 1928 (otras fuentes señalan que la mencionada suspensión tuvo lugar en 1932, como consecuencia de la Gran Depresión). Hasta entonces, las labores de explotación y extracción de calaminas estaban separadas en dos subgrupos: Primera y Otras y Pablo y Otras. Varias huelgas del personal a comienzos del siglo XX reivindicaban mejoras laborales. La consecuencia más eminente fue el recorte de plantilla.
En 1948 los trabajos de extracción regresaron a la sierra de Arnero, lo que trajo un importante incremento en la producción, probablemente debido a ciertas modernizaciones como la sustitución de los animales por locomotoras para transportar vagonetas o la instalación de transformadores eléctricos para proporcionar un adecuado y suficiente suministro de energía. En su mejor época, se llegaron a extraer 75 000 toneladas anualmente.
El cese definitivo de la actividad minera (debido a problemas económicos) llegó en diciembre de 1978, siendo el complejo minero liquidado legalmente a principios del año siguiente. Asturiana de Minas vendió en 1981 los derechos de explotación a AZSA (Asturiana de Zinc), que nunca llegó a obrar en el lugar. Algunas de las 309 personas que en esa época trabajaban en las minas de La Florida fueron trasladadas a otras instalaciones de la región, como Reocín. Todas las extracciones del grupo se encuentran actualmente abandonadas con las excepciones de La Isidra, reconvertida parcialmente en 2005 por el Gobierno de Cantabria en el centro turístico de la cueva de El Soplao (inaugurado el 1 de julio de ese año), y de Plaza del Monte, donde está el acceso, desde 2019, a una vía ferrata subterránea.

## Instalaciones

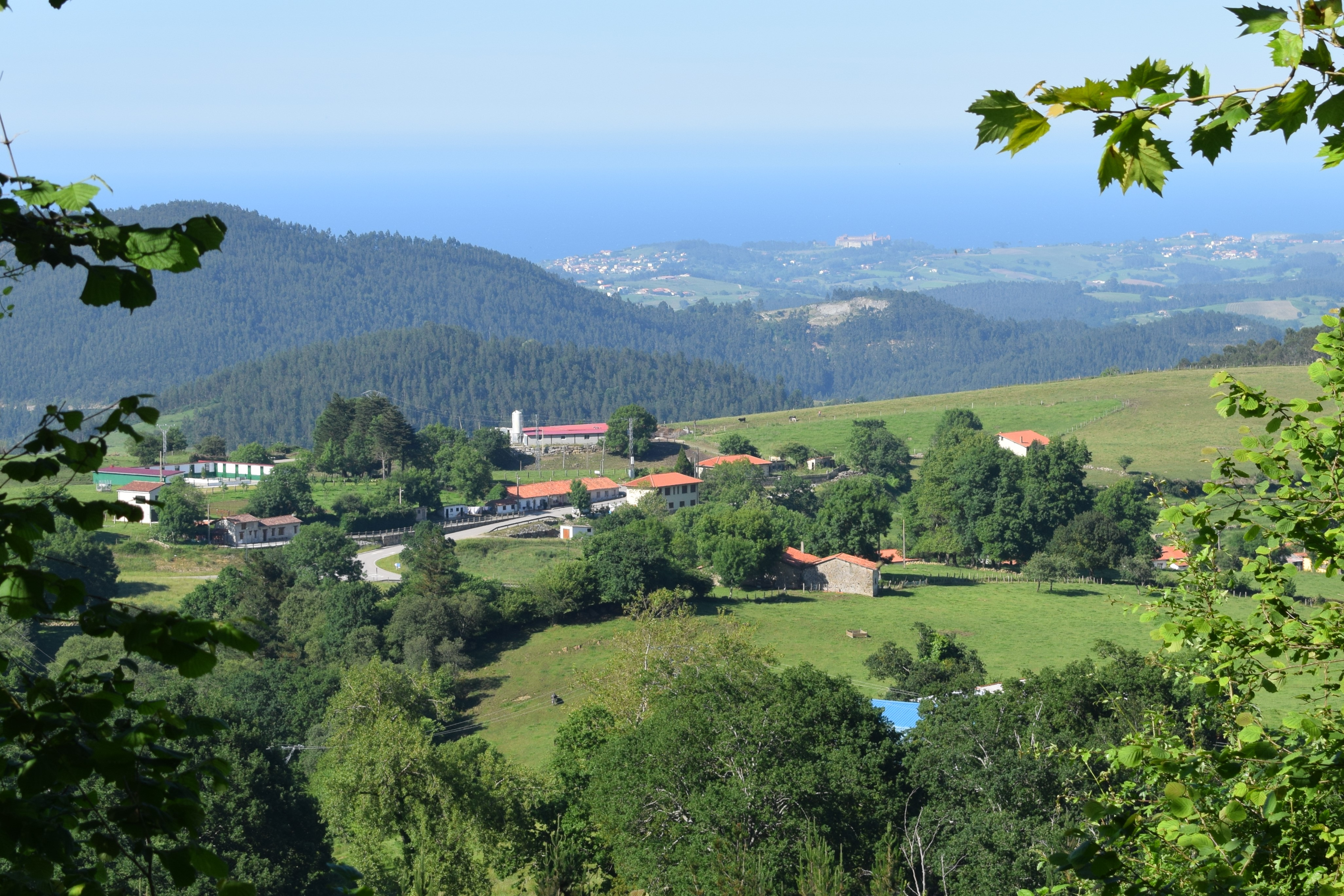
Vista de Caviña, lugar también conocido como La Florida, desde la subida a Plaza del Monte. Al fondo se aprecia el Seminario Pontificio de Comillas.

Los siguientes lugares formaron parte del complejo minero:

### Poblados mineros
Las dos poblaciones de a continuación, no demasiado lejanas entre sí, funcionaron de alojamiento y servicio a los trabajadores de La Florida:

#### La Florida
Asentamiento original, hoy deshabitado. Estuvo dotado de lavadero, cuadras, escuela, etc. Sus restos se encuentran junto a La Isidra. Le sucedió el poblado de Caviña a mitad del siglo XX; el cambio tuvo lugar principalmente debido al desplazamiento de las labores mineras a zonas de menor altitud y sus coordenadas son 43°17′43″N 4°24′3″O / 43.29528, -4.40083.

#### Caviña/La Florida
Fue creado a mediados del siglo XX en un lugar hasta entonces utilizado para fines agropecuarios debido al inicio de actividad de la mina Cereceo, contigua a este barrio. En la actualidad, Caviña (también llamado indistintamente, al igual que su poblado predecesor, La Florida) tiene un centro sociocultural y una capilla, llegando a contar en el pasado con hospital, entre otras cosas. Su población en 2020 era de 44 habitantes y desde aquí parte una pista forestal de un kilómetro y medio que sube a Plaza del Monte. Sus coordenadas son 43°18′33″N 4°23′15″O / 43.30917, -4.38750.

### Explotaciones

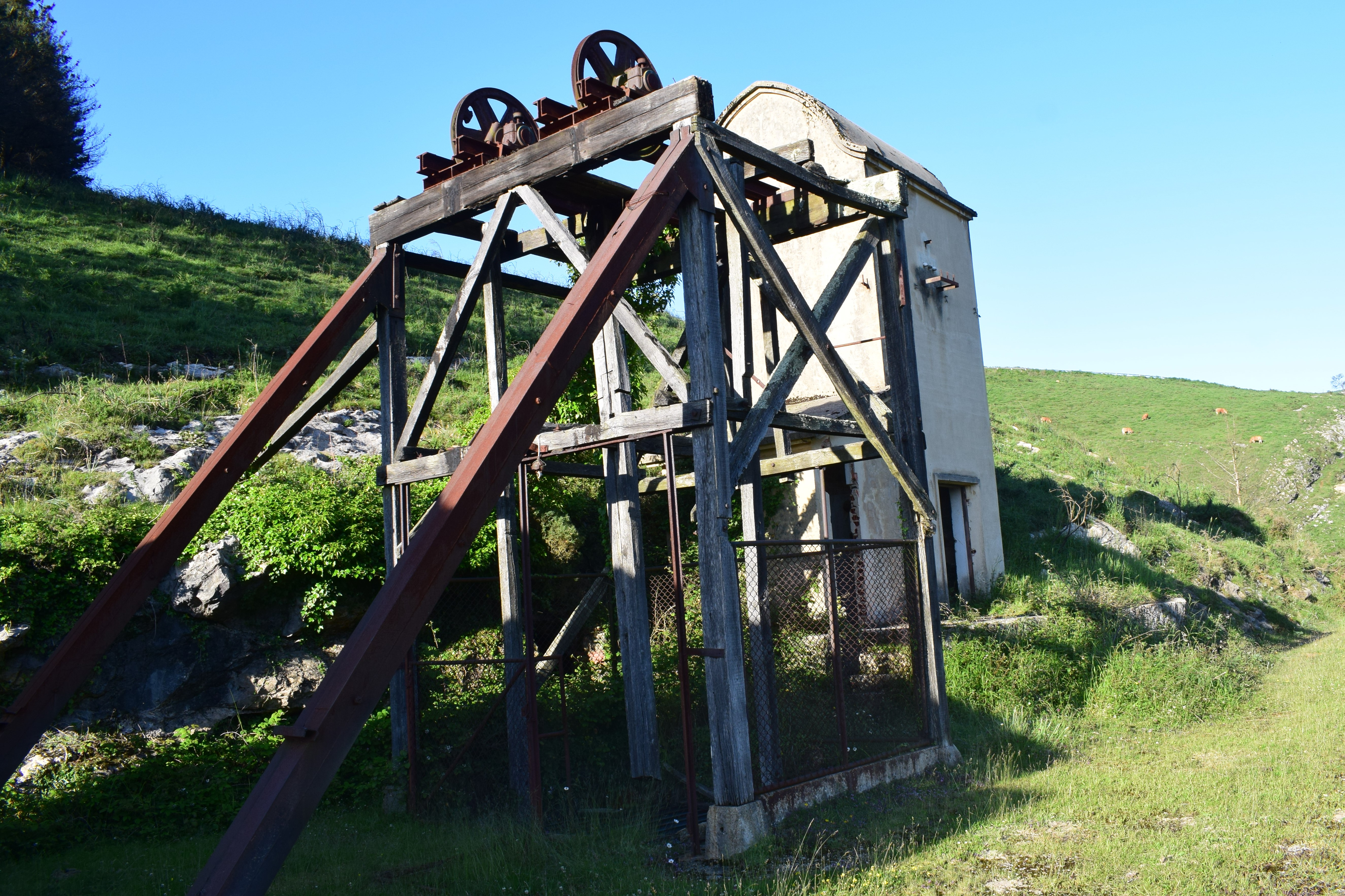
Castillete y transformador de la mina Lacuerre.

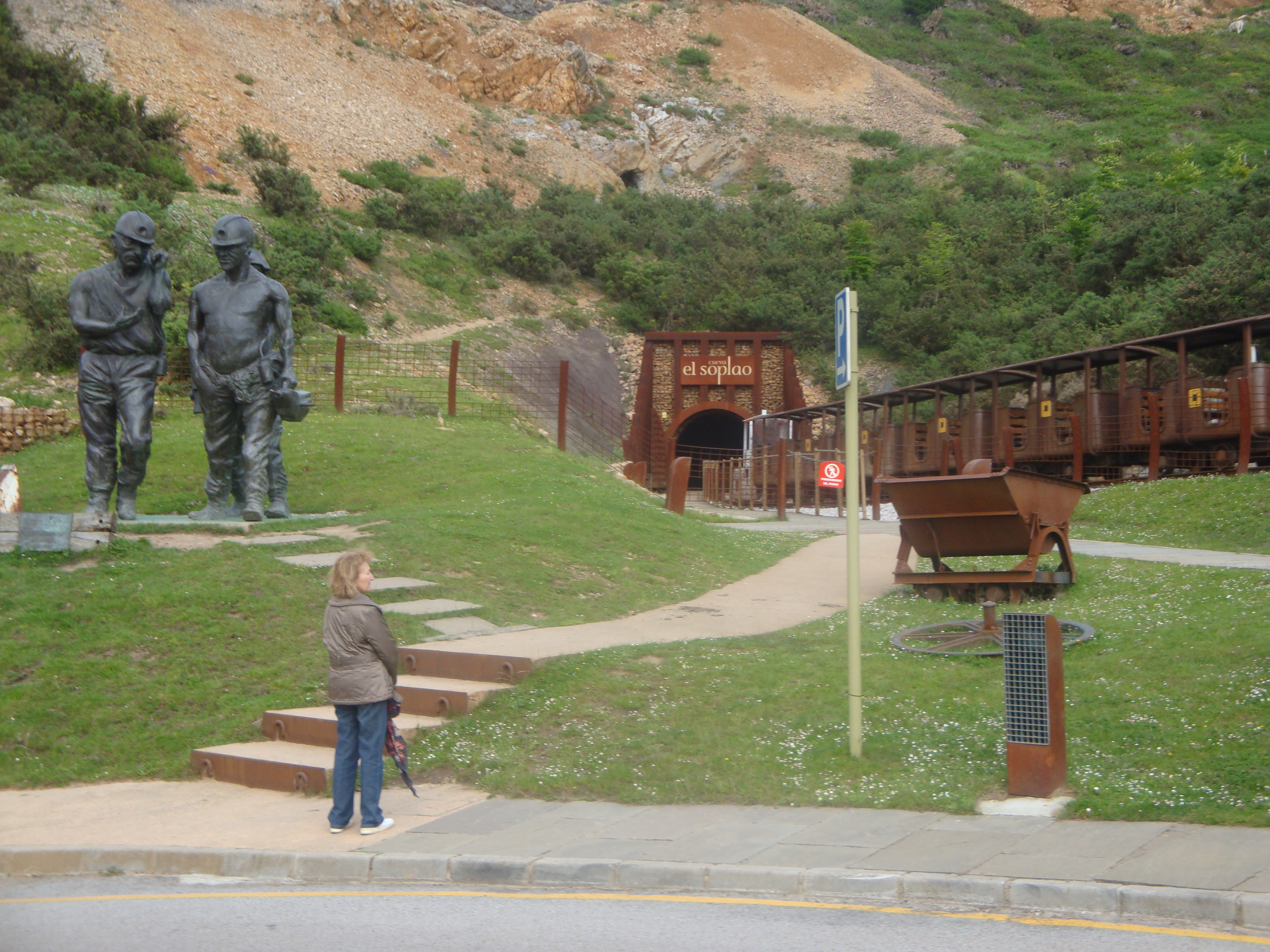
Cueva de El Soplao, descubierta a raíz de las labores de la mina La Isidra. A la izquierda, el monumento a los mineros del grupo La Florida.

Las minas siguientes componían el complejo de La Florida:

#### Plaza del Monte
Se inauguró en la década de 1920. Aquí llegaba la mayor parte del mineral, tratándose el mismo in situ. Plaza del Monte, accesible desde Caviña mediante una pista de un kilómetro y medio, fue la conexión del resto de las explotaciones hasta la prolongación del socavón de Cereceo (años 60). A partir de ese momento, en cualquier caso, siguió siendo un punto de referencia en el grupo, sobre todo en lo que a ventilación se refiere.
Un socavón general (sepultado) con el nombre de Ana, de 200 m de longitud, fue construido para, con la ayuda un plano inclinado, recibir los minerales extraídos en todo el conjunto de La Florida. Se edificó una planta de preparación mecánica y un horno de cuba para la calcinación de calaminas, además de un edificio de compresores, construcciones auxiliares, transformadores eléctricos, etc. Además, en este lugar se ubicaba la estación del cable aéreo que recibía los minerales procedentes de la mina Lacuerre, tratándose la blenda en un taller de flotación. Las coordenadas de Plaza del Monte son 43°18′3″N 4°23′42″O / 43.30083, -4.39500.
En enero de 2018 se comenzó a perforar una nueva entrada a El Soplao por Plaza del Monte con el fin de crear una vía ferrata (la primera subterránea realizada en España) que recorriera parte de las antiguas galerías y espacios mineros. Fue inaugurada en junio de 2019. Algunas de las edificaciones mencionadas desaparecieron debido a la realización de estas obras, mientras que la de los compresores se habilitó como centro de recepción de visitantes.

#### Mina Cereceo
Creada a mediados del siglo XX en Caviña, se trata de la explotación más reciente del complejo. Disponía de lavadero, escombreras, planta de trituración, bocamina o socavón de 3250 m, canal de agua y construcciones auxiliares, como naves y talleres. En 2010, el Gobierno regional minimizó los riesgos existentes en la antigua mina derribando las naves y almacenes y limpiando la zona. La bocamina es bastante visible, está cerrada y conserva viejas vías de las vagonetas. Las coordenadas de Cereceo son 43°18′22″N 4°23′21″O / 43.30611, -4.38917.

#### Mina Lacuerre
Cerca de la actual cueva de El Soplao, conserva uno de los únicos cuatro castilletes que se preservan en Cantabria bajo el que existe un pozo de 167 m de profundidad, utilizado en principio para la subida de mineral a la superficie y más tarde para el tránsito de obreros. También siguen existiendo un par de edificaciones de transformación de electricidad, la caseta de máquinas del castillete y una escombrera con muro de contención en el nivel inferior, donde estaba el socavón, hoy oculto. De aquí partía un cable aéreo que llegaba a Plaza del Monte. Las coordenadas de Lacuerre (topónimo posiblemente procedente de una palabra del bable, cuerre, que hace referencia a un redil o espacio cercado en piedra seca para el ganado perdido) son 43°17′59″N 4°25′20″O / 43.29972, -4.42222.

#### Mina de La Florida
Es la explotación original que dio nombre a todo el conjunto. En ella se trabajaba a cielo abierto principalmente, aunque también existen grandes agujeros en la pared rocosa. Está junto a los restos del poblado homónimo y la mina de La Isidra, siendo sus coordenadas 43°17′48″N 4°24′27″O / 43.29667, -4.40750.

#### Mina La Isidra
Recibiendo su concesión de manos de Isabel II el 11 de noviembre de 1857, sus excavaciones subterráneas comenzaron entre 1908 y 1910. Las labores de prospección hallaron una cueva natural de bastante relevancia geológica que se habilitó para transporte y oxigenación de los túneles en los que se desarrollaban los trabajos. Dicha cavidad es la que hoy en día se conoce como El Soplao, que está abierta al público desde 2005 y conserva restos de material minero en zona visitable (segundo nivel de los siete con los que contaba la mina). Estaba al lado de la explotación de La Florida y sus coordenadas son 43°17′47″N 4°24′39″O / 43.29639, -4.41083.

#### Mina de Cuévanos
Se trata de la única mina de este grupo sin conexión con las demás y su pueblo más próximo es Bustriguado. Es la explotación más oriental y tuvo poca actividad. Sus coordenadas aproximadas son 43°17′55″N 4°22′7″O / 43.29861, -4.36861.

#### Mina Las Ligorias
Cercana a la de Cuévanos, la localidad más cercana es igualmente Bustriguado y sus coordenadas aproximadas son 43°17′53″N 4°22′32″O / 43.29806, -4.37556.

#### Mina La Clara
Disponía de una bocamina, era adyacente a La Isidra y al poblado de La Florida y sus coordenadas son 43°17′41″N 4°23′49″O / 43.29472, -4.39694.

#### Mina Braña Escondida
Próxima a La Isidra, sus coordenadas aproximadas son 43°17′37″N 4°24′26″O / 43.29361, -4.40722.